# أ. دي جونغ
أ. دي جونغ (بالهولندية: A.M. de Jong)‏ (و. 1888 – 1943 م) هو مترجم، وكاتب، ومقاوم عسكري هولندي، ولد في ستينبيرخن، توفي في بلاريكوم، عن عمر يناهز 55 عاماً، بسبب إطلاق نار.

## وصلات خارجية
- أ. دي جونغ على موقع IMDb (الإنجليزية)
- أ. دي جونغ على موقع كينوبويسك (الروسية)

- أ. دي جونغ في قاعدة بيانات الأفلام على الإنترنت